# Bouranton
Bouranton ist eine französische Gemeinde mit 623 Einwohnern (Stand 1. Januar 2022) im Département Aube in der Region Grand Est (vor 2016 Champagne-Ardenne); sie gehört zum Arrondissement Troyes und zum Kanton Vendeuvre-sur-Barse. Die Einwohner werden Bourantonais genannt.

## Geographie
Bouranton liegt etwa acht Kilometer ostnordöstlich von Troyes. Umgeben wird Bouranton von den Nachbargemeinden Villechétif im Westen und Norden, Mesnil-Sellières im Norden und Nordosten, Laubressel im Osten und Südosten sowie Thennelières im Süden.
Am Westrand der Gemeinde führt die Autoroute A26 entlang. 

## Bevölkerungsentwicklung
| Jahr                       | 1962 | 1968 | 1975 | 1982 | 1990 | 1999 | 2006 | 2011 | 2019 |
| Einwohner                  | 203  | 186  | 218  | 440  | 475  | 451  | 492  | 525  | 594  |
| Quellen: Cassini und INSEE |      |      |      |      |      |      |      |      |      |

## Sehenswürdigkeiten
- Kirche Saint-Pierre-ès-Liens